# 投げナイフ

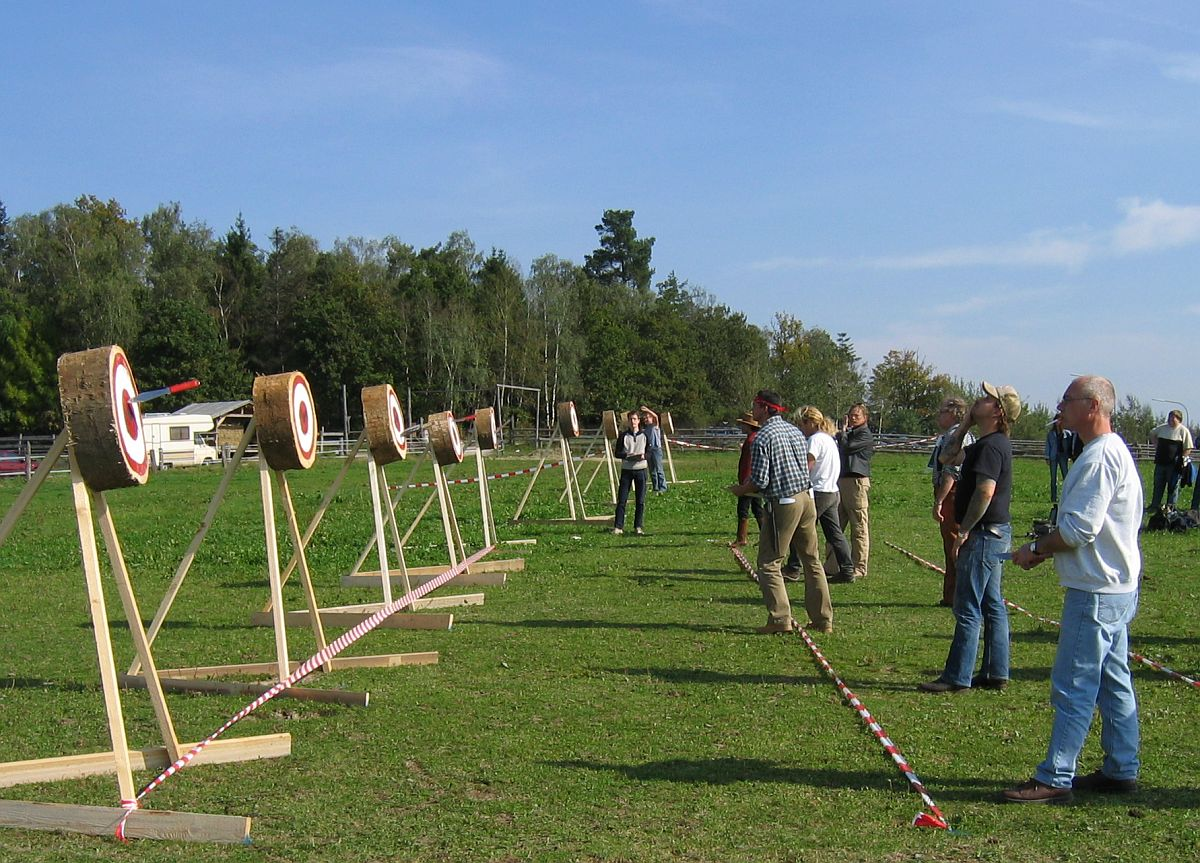
ドイツで行われた投げナイフの競技会の様子
（2005年10月の撮影）

投げナイフ（なげナイフ）、ナイフ投げ（ナイフなげ）、またはナイフスローイング（英: Knife throwing）は、ナイフを投げる技術のこと。また、投擲に適するように工夫された形状を持つ専用ナイフも投げナイフ、ないしスローイングナイフ（英: Throwing knife）と呼ばれる。

## 概要

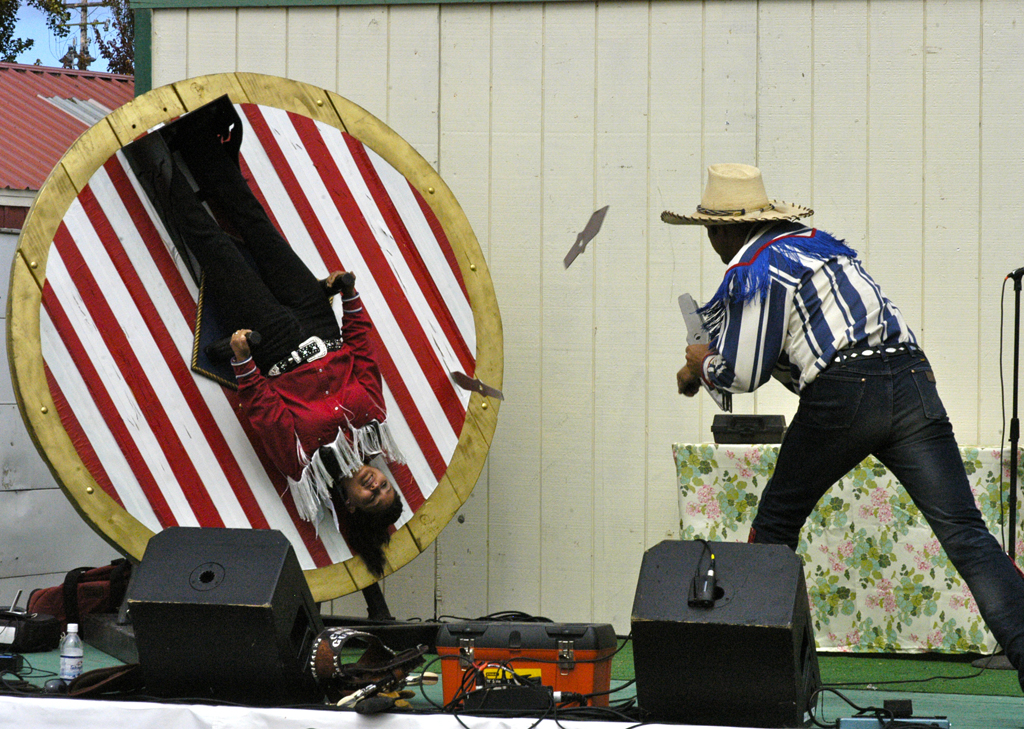
投げナイフショーの様子
（2010年撮影）
なお、投げたナイフは真っ直ぐには飛んでいないことがわかる

ナイフを投げつける、という行為自体は、人類が“片手で持てる比較的小振りの刃物”というものを用いるようになって以来普遍的に行われていたと考えられる。当項目で記述しているような形での“ナイフ投げ”がどのようにして広まったのかについては定かではないが、兵士がベースキャンプなどでナイフを投げて遊んでいたのを起源とする説が最も有力である。古くから見せ物としても行われており、サーカスなどでは定番の1つになっている。
ナイフ以外の投擲する刃物としては、インドのチャクラムや日本の手裏剣など、実用されている物もある。また、一部の軍隊では、現在でも投げナイフを訓練に取り入れているところがある。
投げナイフにおいて、ナイフを矢のように真っ直ぐ飛ばすことは簡単ではない。大抵の場合、投擲されたナイフは回転しながら飛んでゆく。

## 使用するナイフの特徴

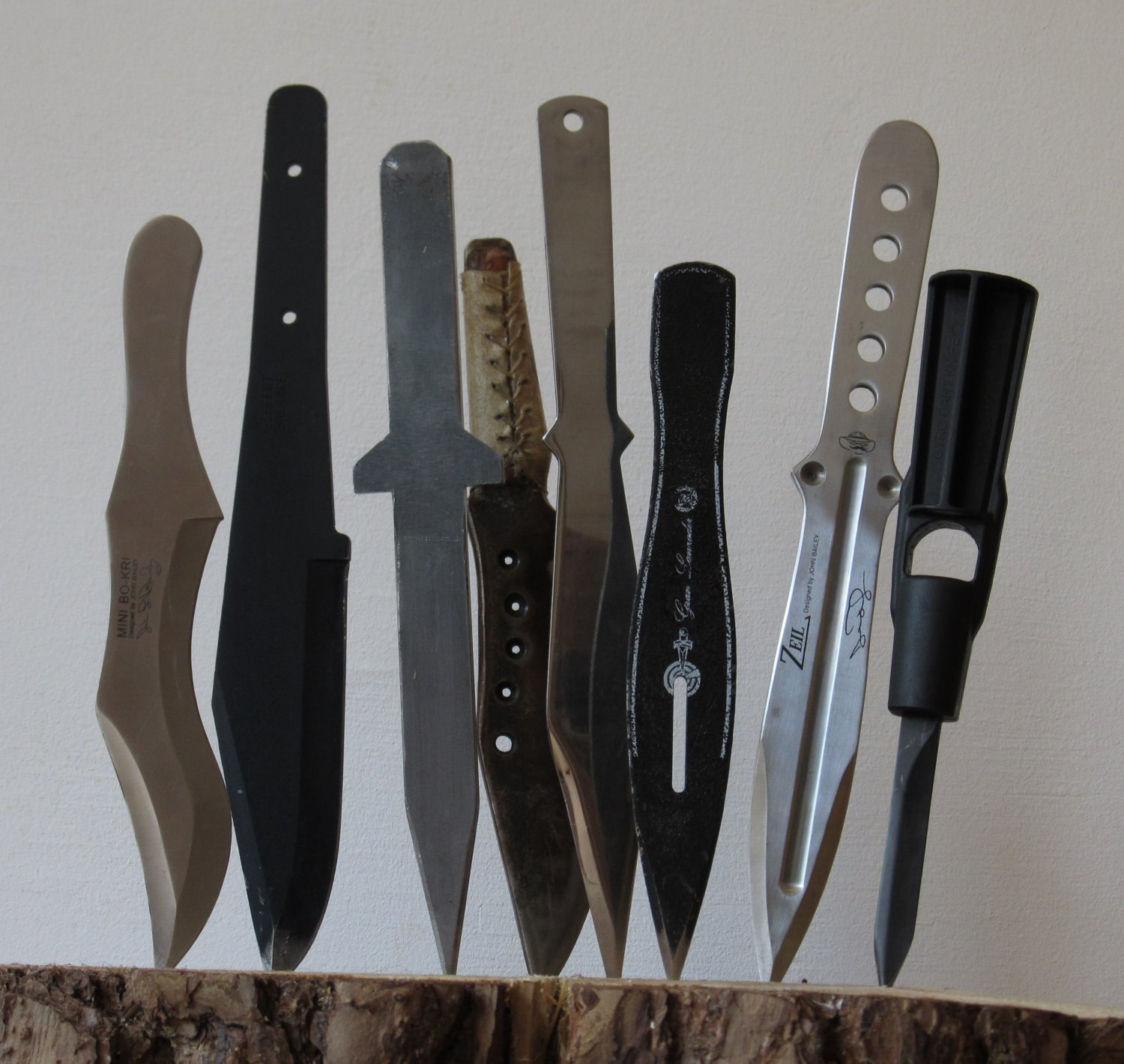
投げナイフに用いられる各種のナイフ

現代において競技やパフォーマンスとしての投げナイフに使用するナイフの特徴としては、ターゲットに当たった際の衝撃で折れないように一般的なナイフより柔らかく焼入れがしてあるという点がある。そのため、切れ味がほとんど無く、通常用途では使用できない物が多い。また、刺さりやすい様にダガー（両刃短剣）タイプの物が多い。

## 投げ方
代表的なものは2種類。
ブレードグリップ
ナイフの刃の部分（ブレード）をつかんで投げる方法。
ハンドルグリップ
ナイフの柄（ハンドル）をつかんで投げる方法。

## 武器として
日本の手裏剣を始めとして、“武器としてナイフ（もしくはそれに類するもの）を投げつける”という戦闘方法については、そのための武術やそれに特化した刀剣類として多様なものが世界各地に存在している。
しかし、軍隊における戦闘方法としては火器の発達した近代軍隊では現実的ではなく、現代においては白兵戦における非常手段として以上に扱われていることは通常なく、投げナイフを訓練に採り入れている軍隊でも、刃物の取り扱いに習熟するための技法としてのもの以上に位置づけられている例はない。
冷戦期にはソビエトの特殊部隊であるスペツナズの装備として、バネを内蔵して刀身を射出することのできる特殊なナイフがある、とされており、欧米では「スペツナズ・ナイフ」の名で知られ、“実物である”もしくは“実物を模倣した”との触れ込みで各種の製品が販売されていたが、ソビエト崩壊後の情報公開の結果としては、「ナイフ形の特殊消音拳銃の誤認であった」という結論となっている。